# Classe Kebir
 (mai 2022).
Si vous disposez d'ouvrages ou d'articles de référence ou si vous connaissez des sites web de qualité traitant du thème abordé ici, merci de compléter l'article en donnant les références utiles à sa vérifiabilité et en les liant à la section « Notes et références ».
La classe Kebir est une classe de patrouilleur, petit navire de guerre, dans la marine algérienne. Les navires sont mis en service entre 1982 et 1998 dont deux unités ont été construites par Brooke Marine à Lowestoft, et sept unités construites par l'ECRN à Mers el-Kébir.

## Bateaux
| Bateau            | Image | Mis en service   | Sur cale | Parcours | Date retrait |
| ----------------- | ----- | ---------------- | -------- | -------- | ------------ |
| El Yadekh (341)   |       | septembre 1982   |          |          |              |
| El Mourakeb (342) |       | 12 juin 1983     |          |          |              |
| El Kechef (343)   |       | 1984             |          |          |              |
| El Moutarid (344) |       | 1985             |          |          |              |
| El Rassed (345)   |       | 1985             |          |          |              |
| El Djari (346)    |       | 10 novembre 1985 |          |          |              |
| El Saher (347)    |       | 1993             |          |          |              |
| El Moukadem (348) |       | 1993             |          |          |              |
| El Wafi (349)     |       | 1993             |          |          |              |
| El Kanass (350)   |       | 1997             |          |          |              |
| El Mayher (354)   |       | 1998             |          |          |              |
| El Azoum (356)    |       |                  |          |          |              |
| El Djasur (357)   |       |                  |          |          |              |
| El Hamis (358)    |       |                  |          |          |              |